# Tétrafluorure d'oganesson
Le tétrafluorure d'oganesson est un composé chimique théorique de formule OgF4 dans lequel l'oganesson serait à l'état d'oxydation +4. En raison d'un fort couplage spin-orbite dans l'atome d'oganesson, la molécule OgF4 aurait une structure tétraédrique et non pas plane, contrairement par exemple à la molécule XeF4 :

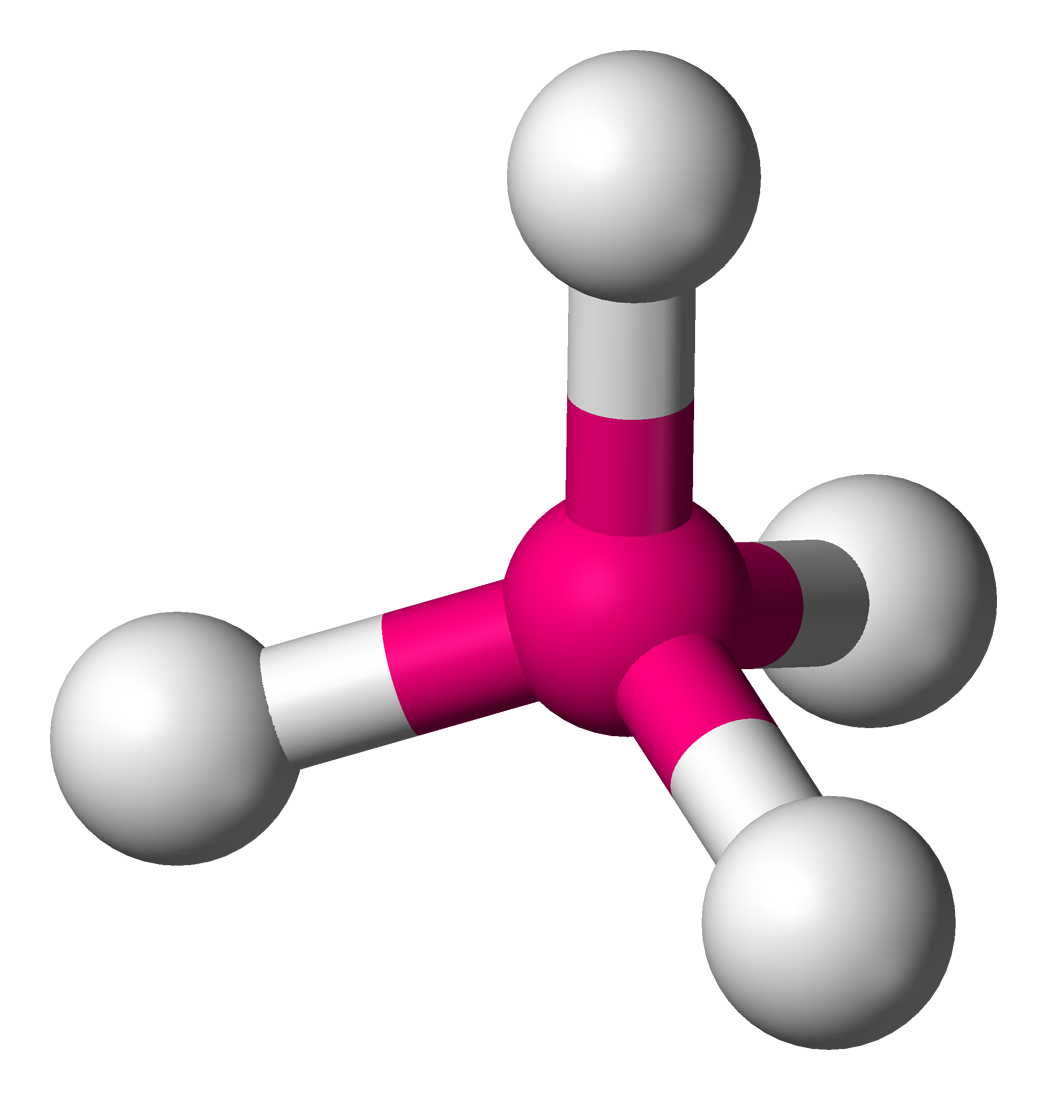
Conformation de la molécule de tétrafluorure d'oganesson OgF4. Liaison ionique entre les atomes de fluor et d'oganesson.
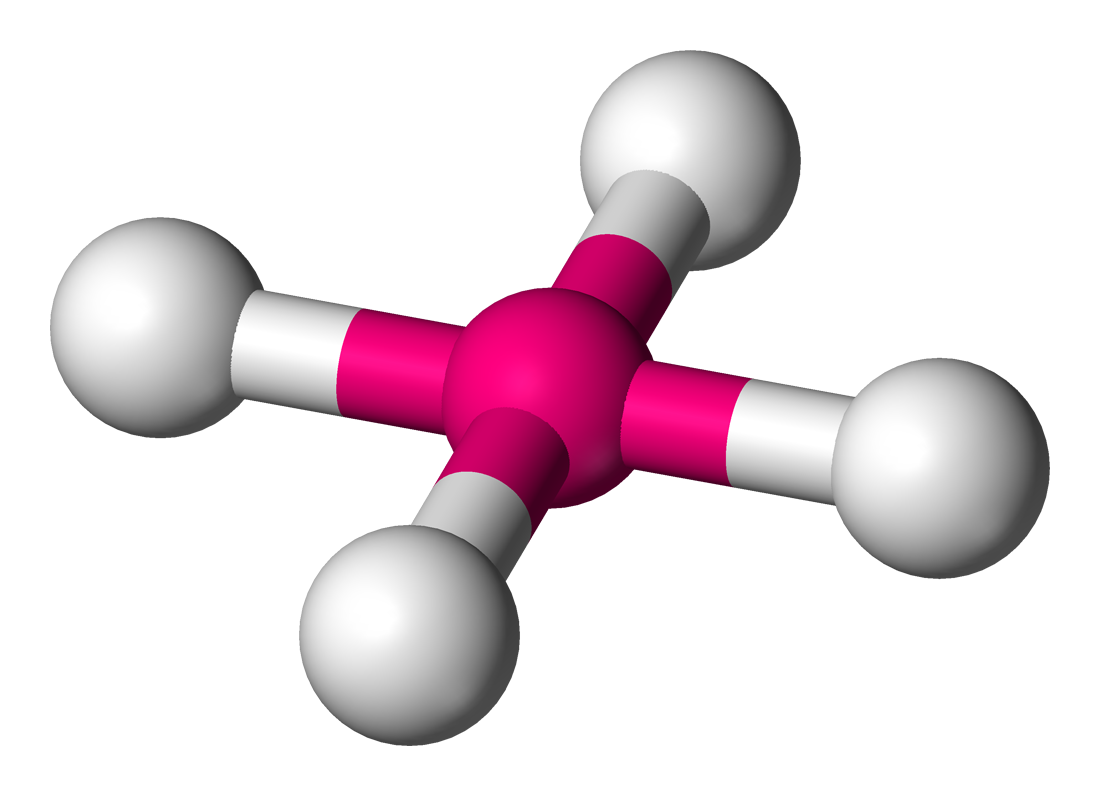
Conformation de la molécule de tétrafluorure de xénon XeF4. Liaison à trois centres et quatre électrons entre les atomes de fluor et de xénon.

La liaison Og-F étant sans doute de nature plus ionique que covalente, le tétrafluorure d'oganesson serait un solide peu volatil.